# 1199
1199 (MCXCIX) fue un año común comenzado en viernes del calendario juliano.

## Acontecimientos
- 6 de abril: en el sitio de Châlus (en el centro de la actual Francia), el rey Ricardo Corazón de León muere de una infección provocada por un flechazo en el hombro.

- 6 de abril: comienzo del reinado de Juan I de Inglaterra.

## Nacimientos
- Fernando III el Santo, aristócrata castellano, rey de Castilla y León.

## Fallecimientos
- 9 de febrero: Minamoto no Yoritomo, primer shōgun de Japón
- 6 de abril: Ricardo Corazón de León, rey inglés.